# 平野龍一
平野 龍一（ひらの りゅういち、1920年〈大正9年〉9月29日 - 2004年〈平成16年〉7月16日）は、日本の法学者。専門は刑事法。学位は、法学博士（東京大学、1962年〈昭和37年〉、学位論文は「刑事訴訟法」）。東京大学名誉教授。元東京大学総長。日本学士院会員。勲一等瑞宝章受章。文化功労者。熊本県熊本市出身。

## 人物
父は鹿本選出の県会議員、のち熊本市長の平野龍起。同郷（熊本県鹿本町来民）の内閣総理大臣清浦奎吾（内務官僚、検事、司法次官、司法大臣、総理大臣、戦前の刑事訴訟法策定）の影響を受け、刑事法研究の世界に入り、小野清一郎に師事する。その後、アメリカ合衆国に留学。
かつて自著で「欧米の裁判所は有罪か無罪かを判断する所であるのに対して、日本の裁判所は有罪を認定するだけの所である」という痛烈な司法行政批判を行った事がある。1954年（昭和29年）に発足した青年法律家協会の発起人の一人。
2004年（平成16年）7月16日、呼吸不全のため東京都文京区の病院で死去。83歳没。

## 学説

### 刑法についての学説
平野は、師の小野清一郎が後期旧派の立場に立っていたことから、ドイツの刑法学者ハンス・ヴェルツェルの人的不法論を日本に紹介し、故意を主観的違法要素とする行為無価値論に賛成したこともあるが、後に改説して小野の学説を承継した団藤重光を徹底的に批判した。
平野の刑法学説の特徴は、刑法だけを考察の対象とし、そもそも犯罪の本質とは？という哲学的で抽象的な観念論から出発し、形式的な法違反を重視して、その違反者の道義的責任を問うという後期旧派の道義的応報刑論に対し、刑法のみならず民法その他の法律と同様に、刑法を社会統制の一手段とみて、刑事政策や他の隣接諸科学の成果を踏まえ、刑法の任務を実質的・機能的に考察するものといえる。
このような見地から、平野は、刑罰論において、前期旧派と新派の対立を止揚することを企図して、両派はリベラルで科学的である点で共通性があるとして、刑罰を科すことを予告することによって犯罪抑止を目的とする抑止刑論を展開した上で、犯罪論においては、瀧川幸辰が展開した前期旧派を基調に、違法論において、結果無価値論を採用して刑法の脱倫理化・客観化を推し進め、戦後の自由主義的な風潮の下多くの門弟を育て上げることで支持を広げた。
そして、平野は、かつての新派旧派の学説の対立は、それぞれの論者が形式的な体系性の追求を求めることによって無意味に争いが激化したもので形骸化しており、具体的に妥当な結論を導き問題を解決するのをかえって阻害していると批判して、これを「体系的思考から問題的思考へ」というスローガンで表し、刑法を実質的・機能的に考察し、その成果を刑事政策などの立法提言につなげることを可能にしたのである。
1956年（昭和31年）に刑法全面改正作業が師の小野清一郎を会長とする刑法改正準備会で始められ、数次の改定を経て、その成果として改正刑法草案が発表されると、平野は厳しく批判した。すなわち、改正草案は戦前の国家主義と応報刑論に基づくものであり、刑法の任務を国家的道義の維持と解しており、積極的責任主義に陥る危険があると警鐘を鳴らした。そのためもあって改正作業は頓挫した。

### 刑事訴訟法についての学説
平野は、従来の通説であった職権主義構造を本質とする立場（審判の対象には、客観的な嫌疑である公訴事実も含まれるとする考え。法典起草者でもある団藤重光も、公訴事実も潜在的には審判対象であると解する）を批判し、刑事訴訟は当事者主義構造をその本質とし、審判の対象は一方当事者である検察官が主張する訴因であると主張し、それが今日の通説的立場となって、現在の刑事訴訟法学の基礎を形成した。
更に公判における当事者主義構造を捜査にも及ぼすべきであると主張した。すなわち、従来の実務では、被疑者は取調べの客体にすぎず、取調べ受忍義務があるとしており、それを糾問的捜査観であるとして批判した。そして公判を当事者主義とする以上、捜査は一方当事者にすぎない捜査官の公判準備手続にすぎず、被疑者は取調べの客体ではなく、訴追側と対峙する当事者として独自に公判準備をすることができるのであり、取調べ受忍義務はないとする弾劾的捜査観を提唱した。

## 略歴

### 学歴
- 旧制熊本県師範学校附属小学校（現・熊本大学教育学部附属小学校）卒業
- 旧制熊本中学校（現・熊本県立熊本高等学校）卒業
- 旧制第五高等学校卒業
- 1942年（昭和17年） - 東京帝国大学法学部法律学科卒業

### 職歴
- 1948年（昭和23年） - 東京大学法学部助教授
- 1957年（昭和32年） - 東京大学法学部教授
- 1969年（昭和44年） - 東京大学法学部長
- 1977年（昭和52年） - 東京大学学長特別補佐
- 1981年（昭和56年）
  - 3月 - 定年退官
  - 4月 - 東京大学総長
- 1985年（昭和60年） - 東京大学名誉教授
- 1988年（昭和63年） - 日本学士院会員

### 叙勲歴
- 1993年（平成5年） - 勲一等瑞宝章[8]
- 1999年（平成11年） - 文化功労者

## 著書
- 『刑事訴訟法』（有斐閣、1958年）
- 『矯正保護法』（有斐閣法律学全集、1963年）
- 『犯罪者処遇法の諸問題』（有斐閣、1963年）
- 『犯罪論の諸問題上下巻』（有斐閣、1963年）
- 『刑事訴訟法の基礎理論』（日本評論社、1964年）
- 『刑法の基礎』（東京大学出版会、1966年）
- 『刑事訴訟法概説』（東京大学出版会、1968年）
- 『刑法総論I・II』（有斐閣、1972年、1975年）
- 『刑法概説』（東京大学出版会、1977年）
- 「刑事法研究」全6巻（有斐閣）

『訴因と証拠』1981年 第4巻
『捜査と人権』1981年 第3巻
『犯罪論の諸問題』1981年 - 1982年 第2巻
『裁判と上訴』1982年 第5巻
『刑法の機能的考察』1984年 第1巻
『刑事法研究 最終巻』2005年
- 『東大の内と外』（東京大学出版会、1986年）
- 『精神医療と法 新しい精神保健法について』（有斐閣、1988年）

### 共編著
- 『刑事訴訟法教材』松尾浩也共編 有斐閣、1959年、判例教材叢書
- 『判例演習 刑法総論』福田平、大塚仁共編、有斐閣、1960年
- 『刑事法辞典』内藤謙、田宮裕共著、一粒社、1961年、法律小辞典全書
- 『判例演習 刑法各論』福田平、大塚仁共編、有斐閣、1961年
- 『刑事訴訟法』松尾浩也共編、青林書院新社、1963年、実例法学全集
- 『経験法学入門』B.J.ジョージ、田宮裕共編、東京大学出版会、1966年
- 『刑法改正の研究』全2巻、平場安治共編、東京大学出版会、1972年 - 1973年
- 『自動車事故をめぐる紛争処理と法』川島武宜共編著、岩波書店、1978年
- 『刑法各論 判例教材』編　東京大学出版会、1980年
- 『中国の刑法と刑事訴訟法』浅井敦共編 東京大学出版会、1982
- 『小野先生と刑事判例研究会』編 有斐閣、1988年
- 『新実例刑事訴訟法』全3巻、松尾浩也共編、青林書院、1998年

### 翻訳
- エドウィン・H.サザランド『刑事学原論』団藤重光、高田卓爾、福田平共訳、朝倉書店、1950年
- E.H.サザーランド『ホワイト・カラーの犯罪 独占資本と犯罪』井口浩二共訳、岩波書店、1955年
- ロイド・W.マッコークル,アルバート・エリヤス,F.ロベル・ビックスビー『ハイフイールズストーリー 非行少年処遇の新しい実験』樋口幸吉共訳、一粒社、1959年
- サザーランド、クレッシー『刑事学原論』所一彦共訳、有信堂、1962年 - 1964年
- J.H.ウィグモア『証拠法入門』森岡茂共訳 東京大学出版会、1964年
- G.B.ヴォルド, T.J.バーナード『犯罪学 理論的考察』岩井弘融共監訳 東京大学出版会、1990年

### 記念論集
- 『平野龍一先生古稀祝賀論文集』上下　内藤謙ほか編、有斐閣、1990年 - 1991年

## 門下生
- 松尾浩也
- 三井誠
- 堀内捷三
- 町野朔
- 大越義久
- 西田典之
- 前田雅英
- 林幹人
- 山口厚
- 佐伯仁志
- 芝原邦爾
- 岩井宜子
- 小田中聰樹
- 後藤昭

## 孫弟子
- 遠藤聡太
- 橋爪隆
- 小林憲太郎
- 伊藤渉